# Xã Green, Quận Wayne, Indiana
Xã Green (tiếng Anh: Green Township) là một xã thuộc quận Wayne, tiểu bang Indiana, Hoa Kỳ. Năm 2010, dân số của xã này là 1.222 người.